# Клинтон (Кентаки)
Клинтон (енгл. Clinton) град је у америчкој савезној држави Кентаки.

## Демографија
По попису из 2010. године број становника је 1.388, што је 27 (-1,9%) становника мање него 2000. године.
| Група             | 2000.       | 2010.         |
| Белци             | 981 (69,3%) | 1.002 (72,2%) |
| Афроамериканци    | 384 (27,1%) | 341 (24,6%)   |
| Азијати           | 0 (0,0%)    | 1 (0,1%)      |
| Хиспаноамериканци | 22 (1,6%)   | 13 (0,9%)     |
| Укупно            | 1.415       | 1.388         |